# Guido Rossa
Guido Rossa, född 1 december 1934 i Cesiomaggiore i Veneto, död 24 januari 1979 i Genua, var en italiensk metallarbetare och kommunistisk aktivist som mördades av Röda brigaderna.
Röda Brigaderna sköt ihjäl Rossa, eftersom man ansåg att denne hade förrått proletariatets sak genom att samarbeta med det italienska kommunistpartiets ledare Enrico Berlinguer, som starkt motsatte sig Röda brigadernas metoder. Den konkreta handling som utlöste brigadernas straffaktion mot Rossa var att han hade avslöjat identiteten på brigadernas kontaktperson på sin arbetsplats Italsider för facket och polisen. Ett tremannakommando under ledning av Riccardo Dura skickades hem till Rossa för att utföra en så kallad "gambizzazione", det vill säga att skjuta honom i benen. Uppdraget var redan utfört och brigadisterna redo att lämna platsen när något gick snett och Dura sköt ett dödande skott i bröstet på Rossa.
Mordet på Rossa väckte enorm indignation, och omkring 250 000 människor närvarade vid hans begravning. Röda brigadernas stöd bland arbetarklassen var nu tillintetgjort.